# Сардаукар
Сардаукари (англ. Sardaukars) або імперські сардаукари — солдати елітної гвардії Падишах-Імператорів Корріно із всесвіту Дюни. Прототипом падишахської імперії у книгах із серії «Дюна» зазвичай називається Османська імперія. Відповідно, сардаукари зіставляються з турецькою піхотою — яничарами.

## Сардаукари у творах «Дюни»
Сардаукари були фанатично віддані Падишах-Імператорам Дому Корріно — Великого Дому, який керував усім відомим всесвітом до і під час подій, що описуються в романі «Дюна». До того, як Пол Атрід організував фременів на Арракісі, сардаукари були найпотужнішою військовою організацією в Імперії, що наводить на всіх страх. Сардаукари були тією силою, завдяки якій Дім Корріно утримував трон, тому в процесі служби сардаукари могли досягати високого соціального статусу.
З раннього віку сардаукари тренувалися на планеті Салуса Секундус, родовій планеті Дому Корріно, яка стала після атомного бомбардування «планетою-в'язницею» Імператорів Корріно. Сардаукари були організовані в легіони, кожен з яких складався з 10 бригад, загальна кількість солдатів у легіоні — 30 тис. До подій на Арракісі один легіон міг відновити порядок на будь-якій планеті, що посміла викликати гнів Імператора.

## Відображення у культурі

### Фільми
- В екранізації 1984 Сардаукари зображені одягненими в скафандри, наповнені особливим газом. При розгерметизації скафандрів вони гинули.

### Відеоігри
- В іграх Dune II (1992) і Dune 2000 (1998) вони виступають в однокористувацьких кампаніях як піхота Дому Корріно. У багатокористувацькій кампанії гри Dune 2000 Харконнени також можуть тренувати/створювати Сардаукарів.
- У грі Emperor: Battle for Dune Сардаукари є піхотою двох типів: імперські сардаукари та елітні імперські сардаукари.

### Вплив на інші твори
- Можливо, що імперські штурмовики із «Зоряних воєн» та космодесантники з Warhammer 40,000 були створені під впливом образу Сардаукарів.
- У пісні рок-гурту Blind Guardian "Traveller In Time", присвяченому Дюні, згадуються сардаукари. Гурт HMKids присвятив сардаукарам пісню "HMKids - Dune - March of the Sardaukar"